# Bęben obręczowy

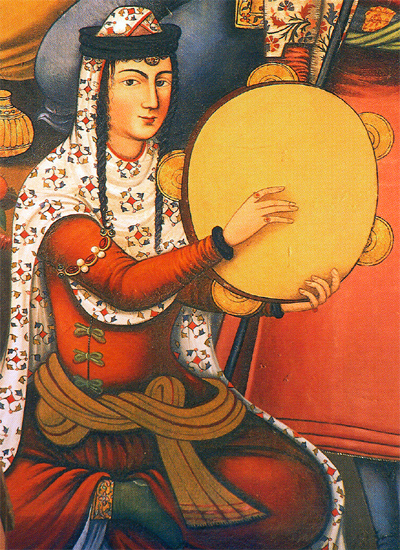
Kobieta grająca na bębnie obręczowym, malarstwo naścienne z pałacu Czehel-sotun z Isfahanu, XVII wiek, Iran.

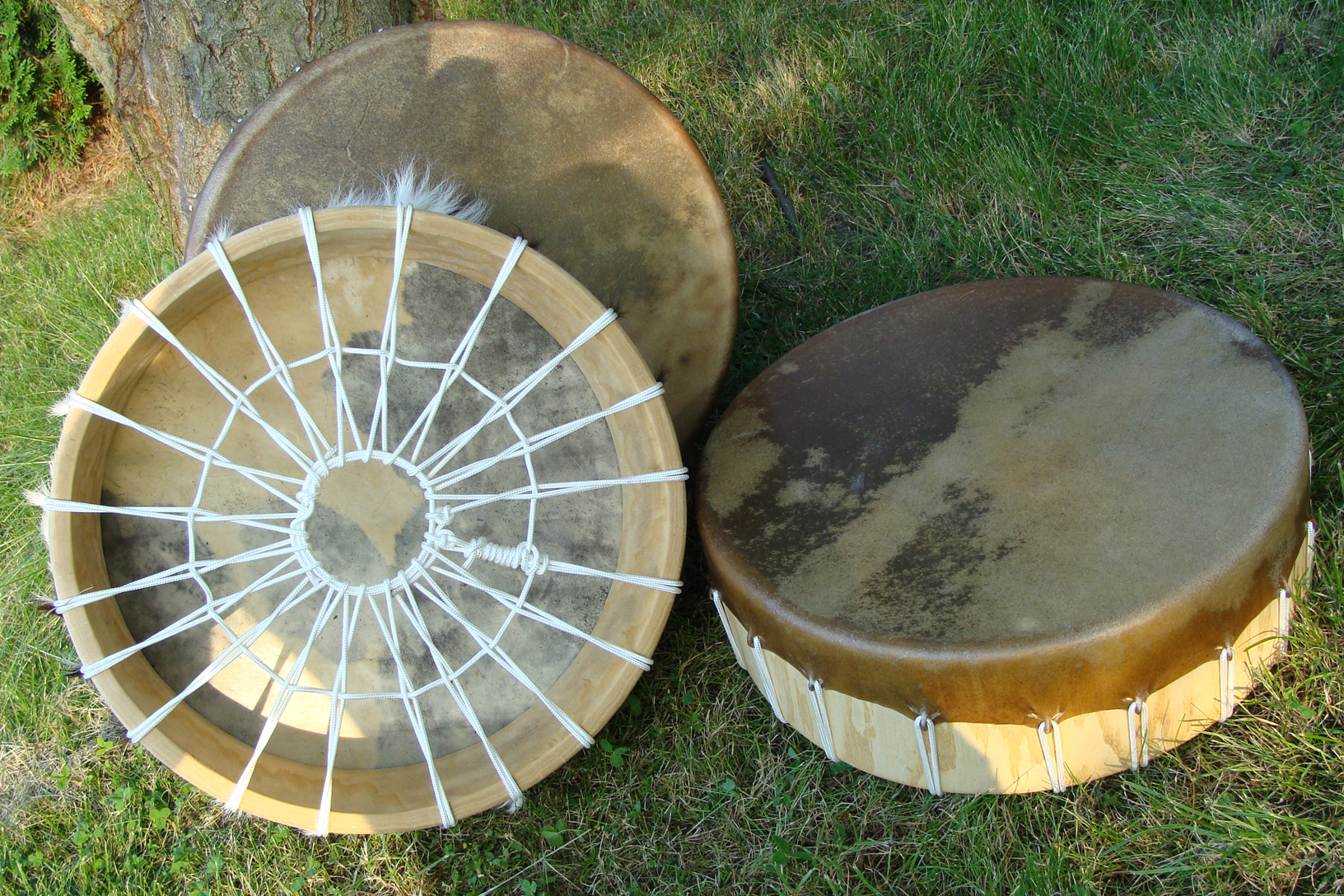
Współcześnie wykonane bębny szamańskie, 2010

Bęben obręczowy – ogólna nazwa rodziny membranofonów charakteryzujących się średnicą naciągu nieproporcjonalną do głębokości ramy, nadającej mu wielce zróżnicowane brzmienie w zależności od miejsca uderzenia; zwykle o pojedynczej membranie, która może być przymocowana do korpusu obręczą ze śrubami (np. brazylijskie Pandeiro), przyklejona do ramy (większość bębnów obręczowych ze środkowego wschodu i płn. Afryki, znanymi tam ogólnie jako riq, daf, dof lub tar), przymocowane do obręczy za pomocą nitów (np. irlandzki bodhran) lub też naciągnięte paskiem skórzanym czy sznurem, jak w bębnach obręczowych Indian Ameryki Płn.
Jednym z najpopularniejszych rodzajów bębnów obręczowych jest tamburyn. Membrany tradycyjnie wykonuje się ze skór zwierzęcych, obecnie wykonywane są również z tworzyw sztucznych. Historia bębnów obręczowych sięga czasów przedbiblijnych i związana jest z większością kultur świata na obydwu półkulach.

## Rodzaje bębnów obręczowych
- Bęben obręczowy z cekinami (Polska)
- Bendir (Płn. Afryka)
- Bodhrán (Irlandia)
- Tar (bęben)
- Tamburyn
- Mazhar (Egipt)
- Daf (Środkowy Wschód)
- Dayereh (Iran, Azja Centralna, Bałkany)
- Pandeiro (Brazylia)
- Kanjira (Płd. Indie)
- Tamborim (Brazylia)
- Riq (Egipt)